# Grigory Rodchenkov
Grigory Mikhaïlovitch Rodtchenkov (en russe : Григорий Михайлович Родченков ; né le 24 octobre 1958 à Moscou) est l'ancien directeur du laboratoire de l'Agence mondiale antidopage (AMA) de Moscou, puis de celui de Sotchi durant les Jeux olympiques de Sotchi 2014. Après avoir fui aux États-Unis, il révèle en détail le système de dopage institutionnel organisé par la Russie pour ses athlètes concourant aux Jeux olympiques de Sotchi, s'étant trouvé au centre du dispositif. Corroboré par plusieurs commissions d'enquête et de discipline mises en place par l'Agence mondiale antidopage et le Comité international olympique, le schéma de « protection » des athlètes russes par manipulation de leurs échantillons entraîne, à partir de novembre 2017, une série de disqualifications touchant plusieurs médaillés, y compris d'or, tandis que la Russie est suspendue des Jeux olympiques d'hiver de PeyongChang 2018 et des éditions suivantes (Tokyo 2020,  Pékin 2022), ses athlètes y concourant sous drapeau olympique.

## Biographie
Durant ses jeunes années, il pratique l'athlétisme en vue de devenir athlète de haut niveau. Il est notamment spécialiste du 5 000 m. Il reconnaîtra s'être dopé en tant qu'athlète. En 1982, il est diplômé de chimie à l'université de Moscou. En 1985, il intègre le laboratoire antidopage de Moscou. Il apprend l'anglais lors de déplacements en Occident pour son travail. En 1994, il quitte son emploi pour travailler avec des sociétés américaines de technologie analytique[réf. nécessaire]. 
En 2006, Rodchenkov devient le directeur du laboratoire de Moscou, alors centre antidopage référent de l'Agence mondiale antidopage (AMA) pour la Russie. En 2008, à l'approche des Jeux de Pékin, il propose aux athlètes russes le souhaitant de les fournir en anabolisants grâce à ses réseaux. En 2011, il est arrêté et est accusé de trafic en Russie. Il tente de se suicider et est interné en hôpital psychiatrique, où on lui diagnostique un trouble de la personnalité schizotypique. Les accusations portées contre lui sont abandonnées par les autorités russes en échange de sa coopération dans la direction du programme de dopage de la Russie pour les Jeux olympiques d'été de 2012 et les Jeux olympiques d'hiver de 2014 à Sotchi. Néanmoins, il est surveillé par l'AMA, qui suspecte des échanges d'échantillons d'urine à Moscou.
Le journaliste britannique Nick Harris raconte avoir contacté le Comité international olympique avec des allégations à propos du laboratoire au début de juillet 2013. Les responsables de l'AMA et les membres du CIO ont mené deux entretiens ultérieurs avec Rodchenkov, le 26 mars 2015 et le 30 juin 2015, où, dans les deux cas, il a admis avoir détruit intentionnellement 1 417 échantillons afin de limiter l'étendue de l'audit de l'AMA et de réduire les résultats défavorables potentiels de l'analyse ultérieure d'un autre laboratoire accrédité par l'AMA. En novembre 2015, le laboratoire est suspendu par l'AMA à la suite d'un rapport révélant un programme de dopage en Russie sous la tutelle de l'État. Craignant pour sa sécurité, notamment après la mort officiellement par crise cardiaque à onze jours d'écarts de deux anciens hauts responsables de la RUSADA (en), Viatcheslav Sinev et Nikita Kamaïev, Rodchenkov fuit vers les États-Unis, avec l'aide du réalisateur Bryan Fogel. Après ses témoignages, il bénéficie du service de protection des témoins.
Rodchenkov a plusieurs discussions concernant le dopage aux Jeux olympiques de 2014 à Sotchi avec le lanceur d'alerte Vitali Stepanov, qui a enregistré 15 heures de leurs conversations à son insu. Rodchenkov a également donné des détails au New York Times, alléguant que le Service fédéral de sécurité (FSB) est impliqué dans la dissimulation des échantillons d'urine d'athlètes positifs. En juillet 2016, le rapport McLaren, une enquête indépendante commandée par l'AMA a réuni des éléments de preuve corroborant les accusations, après avoir mené des entrevues avec des témoins, examiné des milliers de documents, analysé des disques durs, après l'analyse médico-légale de prélèvement d'échantillon d'urine et de bouteilles de laboratoire. Il a également été souligné dans le rapport McLaren que « Rodtchenkov faisait partie intégrante de la conspiration pour extorquer de l'argent aux athlètes afin de couvrir les résultats positifs des tests de dopage ». La commission de discipline mise en place par le Comité international olympique et dirigée par Denis Oswald corrobore à l'aide de plusieurs rapports et analyses scientifiques les explications de Rodchenkov sur le système de manipulation des échantillons mis en place lors des Jeux de Sotchi 2014 et prononce en novembre 2017 une série de disqualifications touchant plusieurs médaillés russes, dont les médaillés d'or Alexander Legkov (ski de fond), Alexandre Tretiakov (skeleton) et Aleksandr Zubkov (bobsleigh),, même si le Tribunal arbitral du sport a annulé par la suite certains retraits de médailles à cause de preuves jugées insuffisantes.

## Réactions
Après les Jeux olympiques d'hiver 2014 à Sotchi, le président russe Vladimir Poutine a accordé à Rodchenkov l'ordre de l'Amitié. En 2016, après que les allégations de dopage ont été largement rapportée, Poutine a décrit Rodchenkov comme « un homme avec une réputation scandaleuse ».
De son côté, le Comité d'enquête russe déclare dans un rapport que Rodchenkov a délibérément changé les résultats des tests de dopage en Allemagne et aux États-Unis.

## Icare
Rodchenkov est présenté en 2017 dans le documentaire de Netflix Icare (Icarus en anglais), réalisé par Bryan Fogel. Dans ce documentaire, Rodchenkov décrit son implication dans un complot visant à aider les athlètes russes à déjouer les contrôles antidopage durant les Jeux olympiques 2014.

## Rodchenkov act
À la suite du scandale de dopage en Russie, l'Office of National Drug Control Policy (un des organes qui composent le Bureau exécutif du président) souhaite faire passer un projet de loi, le « Rodchenkov act ». Il vise à permettre aux États-Unis de contourner l'Agence mondiale antidopage dont la gestion de l'antidopage est jugée insuffisante et inefficace. Ce projet prévoit de permettre à la justice américaine de poursuivre quiconque se rendrait coupable d'actes de dopage dans une compétition accueillant des athlètes américains ou des sponsors américains.

## Publication
- (en) Grigory Rodchenkov, The Protocol : How i Took Down Putin's Doping Empire, Ebury Publishing, 30 juillet 2020, 320 p.